# Річмонд Форсон
Річмонд Форсон (англ. Richmond Forson, нар. 23 травня 1980, Аккра) — тоголезький футболіст, що грав на позиції захисника. У складі національної збірної Того був учасником чемпіонату світу та кубка африканських націй.

## Клубна кар'єра
Народився 23 травня 1980 року в місті Аккра. Вихованець футбольної школи клубу «Спортінг Клуб де Ломе». 1998 року потрапив у французький «Мец», де грав за дублюючу команду.
Його виступи зацікавили великі клуби, зокрема «Арсенал», але восени 2001 року, коли йому було лише 21 рік і він виступав за «Луан-Кюїзо», він став жертвою серйозної ДТП у Франції, що залишила його поза граю майже на рік, і після якої він не зміг повернутися на свій найкращий рівень. Після відновлення Форсон грав за аматорські французькі клуби «Люсон» та «Ванді» (Ле-Пуаре-сюр-Ві).
Після чемпіонату світу Річмонд повернувся до професійного футболу, ставши гравцем клубу третього французького дивізіону «Шербур», де провів два сезони, після чого знову відправився до аматорських ліг, де грав за «Туар Фут 79» та «Шовіньї». Завершив професійну ігрову кар'єру у клубі «Ізер», за команду якого виступав протягом 2011—2012 років.

## Виступи за збірну
Як юнак, Форсон мав можливість грати за Гану, країну його народження, так і Того, де він виріс, і він вибрав Того. У травні 2001 року дебютував в офіційних матчах у складі національної збірної Того в грі проти Сенегалу (1:0). 
У складі збірної був учасником чемпіонату світу 2006 року у Німеччині, де він зіграв зі стартових хвилин у двох матчах проти Франції та Швейцарії, обидві гри призвели до поразок 0:2, і в підсумку збірна не вийшла з групи.
8 січня 2010 року перебував в автобусі збірної, який піддався нападу напередодні початку Кубка африканських націй 2010 року в Анголі. В результаті цього збірна відмовилась від участі на турнірі, а Форсон за збірну більше не грав.
Протягом кар'єри у національній команді, яка тривала 9 років, провів у формі головної команди країни 18 матчів.